# Green figures
Green figures is een livealbum van Aidan Baker en Kevin Micka. De opnamen vonden plaats tijdens een optreden van beide heren te Montreal op 11 november 2009. Het werd vastgelegd door Eric Quach (This quiet earth), met wie Baker vaker opnamen maakte. Van het album werden 300 exemplaren aangemaakt. Green Figures sluit aan op Blue figures.

## Musici
- Aidan Baker – gitaar, elektronica
- Kevin Mickg - slagwerk

## Muziek
| Nr. | Titel    | Duur |
| --- | -------- | ---- |
| 1.  | Chainsaw |      |
| 2.  | Figures  |      |
| 3.  | Machina  |      |